# Medalla y Placa al Mérito en el Comercio
La Medalla y Placa al Mérito en el Comercio son las dos modalidades que integran una condecoración civil española que tiene por objeto premiar a personas, tanto de nacionalidad española como de otros países, y entidades, públicas como privadas hayan destacado de forma relevante por contribución y apoyo a la labor de la Administración comercial española y al sector comercial en su conjunto, colaborando en su defensa, fortalecimiento, modernización, internacionalización, eficacia, mejora y promoción. Esta distinción se encuentra regulada por el real decreto 561/2010, de 7 de mayo, por el que se crean la Medalla y la Placa al Mérito en el Comercio, norma completada por la Orden del Ministerio de Industria Turismo y Comercio ITC 441/2011, de 22 de febrero, por la que regulan las características de la Medalla y la Placa al Mérito en el Comercio y se desarrolla el Real Decreto 561/2010, de 7 de mayo, en lo relativo al registro de las condecoraciones concedidas.

## Grados
- La Medalla al Mérito en el Comercio: Se destina a las personas físicas, que se hayan destacado de forma relevante por sus actuaciones en el ámbito del comercio tanto nacional como internacional y por su colaboración y apoyo a la política comercial española en su dimensión interna y externa. Cuenta con una única categoría.
- La Placa al Mérito en el Comercio: Recompensa la labor de organismos, instituciones, entidades y empresas, de carácter público o privado, españolas o de otros países, que se hayan destacado por llevar a cabo de forma continuada actuaciones de especial significación o contribución al desarrollo y a la mejora del sector comercial y por su colaboración con la Administración comercial española. Al igual que la medalla, solamente posee una única modalidad.

La Medalla y la Placa al Mérito en el Comercio se otorgan mediante una orden emitida por el titular del Ministerio de Economía y Competitividad, inicialmente Ministerio de Industria, Turismo y Comercio.

## Desposesión de distinciones
El agraciado con cualesquiera de las categorías que haya sido sentenciado por la comisión de un delito doloso o pública y notoriamente haya incurrido en actos contrario a las razones determinantes de la concesión de la distinción podrá, en virtud de expediente iniciado de oficio o por denuncia motivada, y con intervención del Fiscal de la Real Orden, ser desposeído del título correspondiente a la distinción concedida, decisión que corresponde a quien la otorgó.